# طائر مبتلع الخشب
طائر مبتلع الخشب هو من الطيور الجاثمة حزينة اللون. هناك جنس واحد،أرتموس، تعامل طائر مبتلع الخشب باعتباره فصيلة، أرتمينيا في الأسرة الموسعة أرتميديا، والذي يتضمن بوتشربيردز والعقعق الأسترالي، أو جنس الوحيد في تلك العائلة. اسم عام، وهذا بدوره يؤدي إلى اسم العائلة، مشتق من أرتموس اليونانية القديمة، وهذا يعني جزار أو قاتل.[Rowley, Ian; Russell, Eleanor (2009). "Family Artamidae (Woodswallows)". In del Hoyo, Josep; Elliott, Andrew; Christie, David. Handbook of the Birds of the World. Volume 14: Bush-shrikes to Old World Sparrows. Barcelona: Lynx Edicions. pp. 286–307. ISBN 978-84-96553-50-7. (1)]
طائر مبتلع الخشب له التوزيع الأسترالي، مع معظم الأنواع التي تحدث في أستراليا وغينيا الجديدة. وطائر مبتلع الخشب رمادي اللون لديه توزيع الآسيوية على وجه الحصر، تتراوح بين الهند وسري لانكا من خلال جنوب شرق آسيا إلى الصين، والأنواع الأكثر انتشارا هي طائر مبتلع الخشب أبيض الصدر، الذي يتراوح من شبه جزيرةماليزيا وصولا إلى أستراليا في الجنوب وفانواتو وكاليدونيا الجديدة . مجموعة تصل إلى حد الشرقي من توزيعه فيفيجي مع [Handbook of the Birds of the World. فيجي طائر مبتلع الخشب المستوطنة].

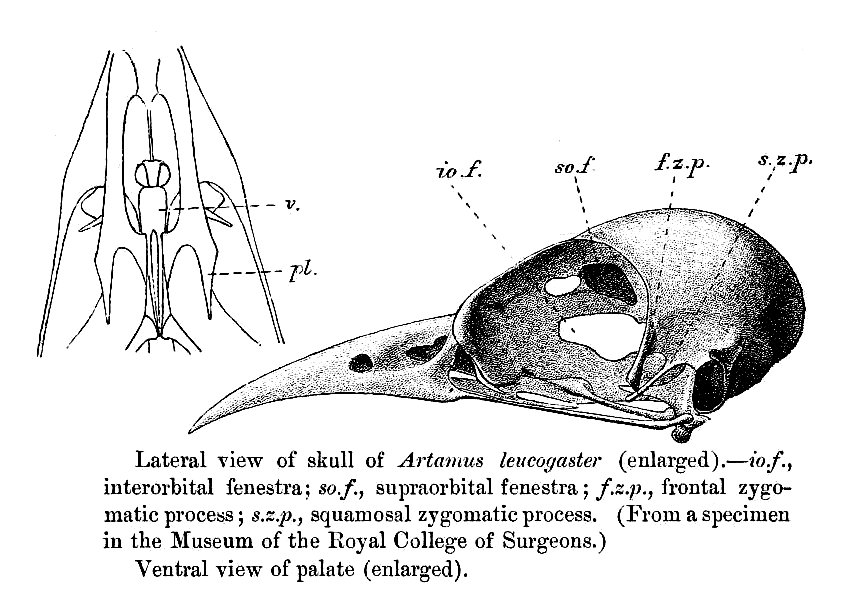
افتتاح الأنف صغير و دائري

 طائر مبتلع الخشب على نحو سلس، والنشرات رشيقة مع كبير معتدلة، وأجنحة شبه مثلثة الشكل . وهم من بين عدد قليل جدا من عصفوريات الطيور التي ترتفع، ويمكن في كثير من الأحيان أن ينظر إلى تغذية فقط فوق رؤوس الأشجار . أحد الأنواع المستقرة جانبا، هم البدو، في أعقاب أفضل الظروف للحشرات الطائرة، وغالبا ما جاثما في قطعان كبيرة .
 على الرغم من طائر مبتلع الخشب يملك اللسان ذات الرؤوس فرشاة أنها نادرا ما تستخدم لجمع الرحيق.
 هي التي شيدت أوكار طائر مبتلع الخشب فضفاضة من اغصان، وكلا الوالدين تساعد في تربية الشباب[Howley, Ian (1991). Forshaw, Joseph, ed. Encyclopaedia of Animals: Birds. London: Merehurst Press. pp. 226–227. ISBN 1-85391-186-0. .](2)

## روابط خارجيه
- Woodswallow videos on the Internet Bird Collection